# Championnats d'Europe de boxe amateur 1955
Navigation
Édition précédente Édition suivante
La 11e édition des championnats d'Europe de boxe amateur s'est déroulée à Berlin-Ouest, RFA, du 27 mai au 5 juin 1955. 

## Résultats

### Podiums
| Catégories                    | Or                     | Argent                  | Bronze                               |
| Poids mouches (-51 kg)        | Edgar Basel            | Mircea Dobrescu         | Henryk Kukier Wolfgang Behrendt      |
| Poids coqs (-54 kg)           | Zenon Stefaniuk        | Boris Stepanov          | Daniel Hellebuyck Wolfgang Schwarz   |
| Poids plumes (-57 kg)         | Thomas Nicholls        | Aleksandr Sasuzhin      | Hans-Peter Mehling Pentti Hämäläinen |
| Poids légers (-60 kg)         | Harry Kurschat         | Darweesh Mustafa Nassim | Ilija Lukić Pentti Rautianen         |
| Poids super-légers (-63,5 kg) | Leszek Drogosz         | Pál Budai               | Vladimir Yengibaryan Hans Petersen   |
| Poids welters (-67 kg)        | Nicholas Gargano       | Hippolyte Annex         | Nicolae Linca Pavle Šovljanski       |
| Poids super-welters (-71 kg)  | Zbigniew Pietrzykowski | Karlos Zhaneryan        | Rolf Caroli Marcel Pigou             |
| Poids moyens (-75 kg)         | Gennadiy Shatkov       | Stig Sjölin             | Dieter Wemhöner Bedřich Koutný       |
| Poids mi-lourds (-81 kg)      | Erich Schöppner        | Ulrich Nitzschke        | Július Torma Ottavio Panunzi         |
| Poids lourds (+81 kg)         | Algirdas Šocikas       | Horst Winterstein       | François Magnetto Horymír Netuka     |

### Tableau des médailles
| Place | Pays                 | Médaille d'or, Europe | Médaille d'argent, Europe | Médaille de bronze, Europe | Total |
| ----- | -------------------- | --------------------- | ------------------------- | -------------------------- | ----- |
| 1     | Allemagne de l'Ouest | 3                     | 1                         | 3                          | 7     |
| 2     | Pologne              | 3                     | 0                         | 1                          | 4     |
| 3     | Union soviétique     | 2                     | 3                         | 1                          | 6     |
| 4     | Angleterre           | 2                     | 0                         | 0                          | 2     |
| 5     | France               | 0                     | 1                         | 2                          | 3     |
| 5     | Allemagne de l'Est   | 0                     | 1                         | 2                          | 3     |
| 7     | Roumanie             | 0                     | 1                         | 1                          | 2     |
| 8     | Égypte               | 0                     | 1                         | 0                          | 1     |
| 8     | Hongrie              | 0                     | 1                         | 0                          | 1     |
| 8     | Suède                | 0                     | 1                         | 0                          | 1     |
| 11    | Tchécoslovaquie      | 0                     | 0                         | 3                          | 3     |
| 12    | Finlande             | 0                     | 0                         | 2                          | 2     |
| 12    | Yougoslavie          | 0                     | 0                         | 2                          | 2     |
| 14    | Belgique             | 0                     | 0                         | 1                          | 1     |
| 14    | Danemark             | 0                     | 0                         | 1                          | 1     |
| 14    | Italie               | 0                     | 0                         | 1                          | 1     |
| Total | 16 pays médaillés    | 10                    | 10                        | 20                         | 40    |